# Бета-элиминирование
β-элиминирование — типичная реакция в металлоорганической химии. Реакция представляет собой перенос атома водорода из β-положения лиганда к атому металла внутри комплекса.

## Внедрение алкена в связь M-H и β‑элиминирование

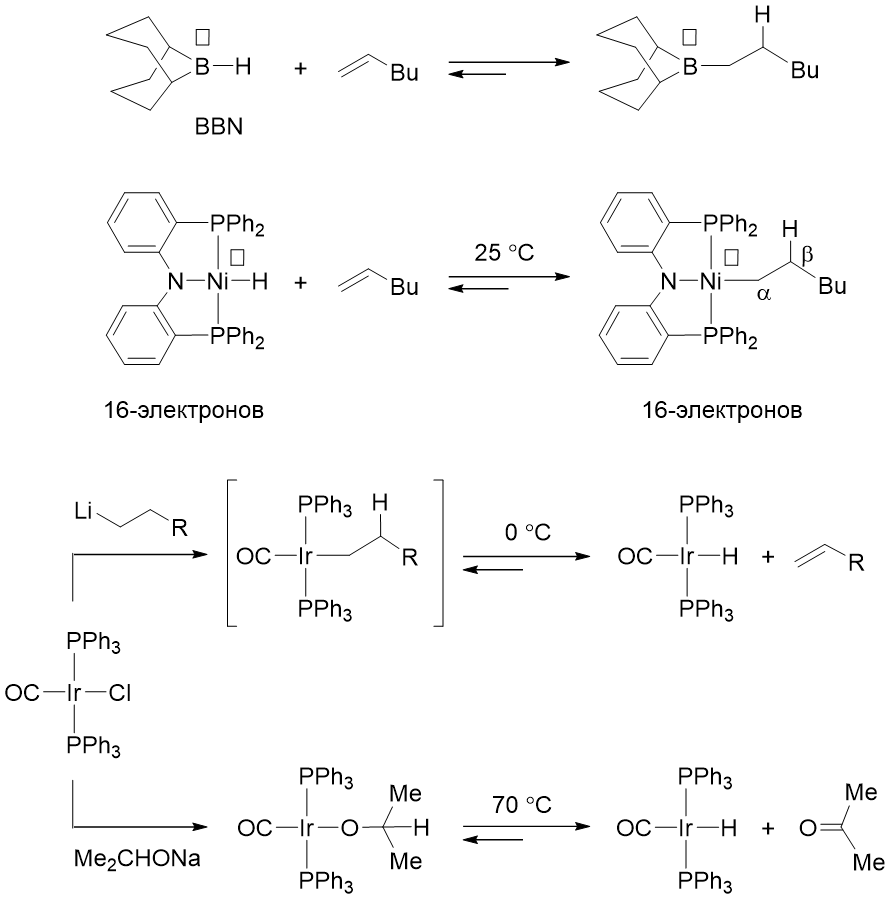
Схема 1. Реакция присоединения связи M-H и β-элиминирование.

На Схеме 1 показано внутримолекулярное присоединение связи M-H к алкенам (гидрометаллирование) и обратная реакция — распад алкильного комплекса с образованием гидрида металла и алкена — β‑элиминирование. Примером такого типа превращения такого типа может служить обратимое гидроборирование. В аналогичную реакцию вступают многие гидриды переходных металлов, например, фосфиновый комплекс никеля, показанный на Схеме 1.
Поскольку в результате присоединения алкена связь M−H превращается в связь M−C число электронов у металла не изменяется. Важно отметить, что, как и в случае гидроборирования, для успешного протекания процесса у металла должна быть координационная и электронная вакансия, куда алкен координируется перед присоединением. Реакция связи M−H с алкенами, как правило, протекает с высокой регио- и стереоселективностью: образуется продукт цис-присоединения, в котором атом металла связан с наименее замещенным атомом углерода (присоединение против правила Марковникова). Процессы присоединения связи M-H и β‑элиминирования являются ключевыми стадиями в каталитических реакциях гидрирования, гидроформилирования и изомеризации алкенов.
В большинстве случаев, равновесие реакции присоединение/отщепление связи M−H сдвинуто в сторону исходного гидрида металла и алкена. Эта легкость β-элиминирования является основной причиной низкой стабильности алкильных комплексов переходных металлов. Аналогичное β-элиминирование возможно и в других лигандах, например, алкоголятах. Благодаря такому процессу спирты можно использовать как источники гидридного лиганда и мягкие восстановители для комплексов переходных металлов.

## Механизм

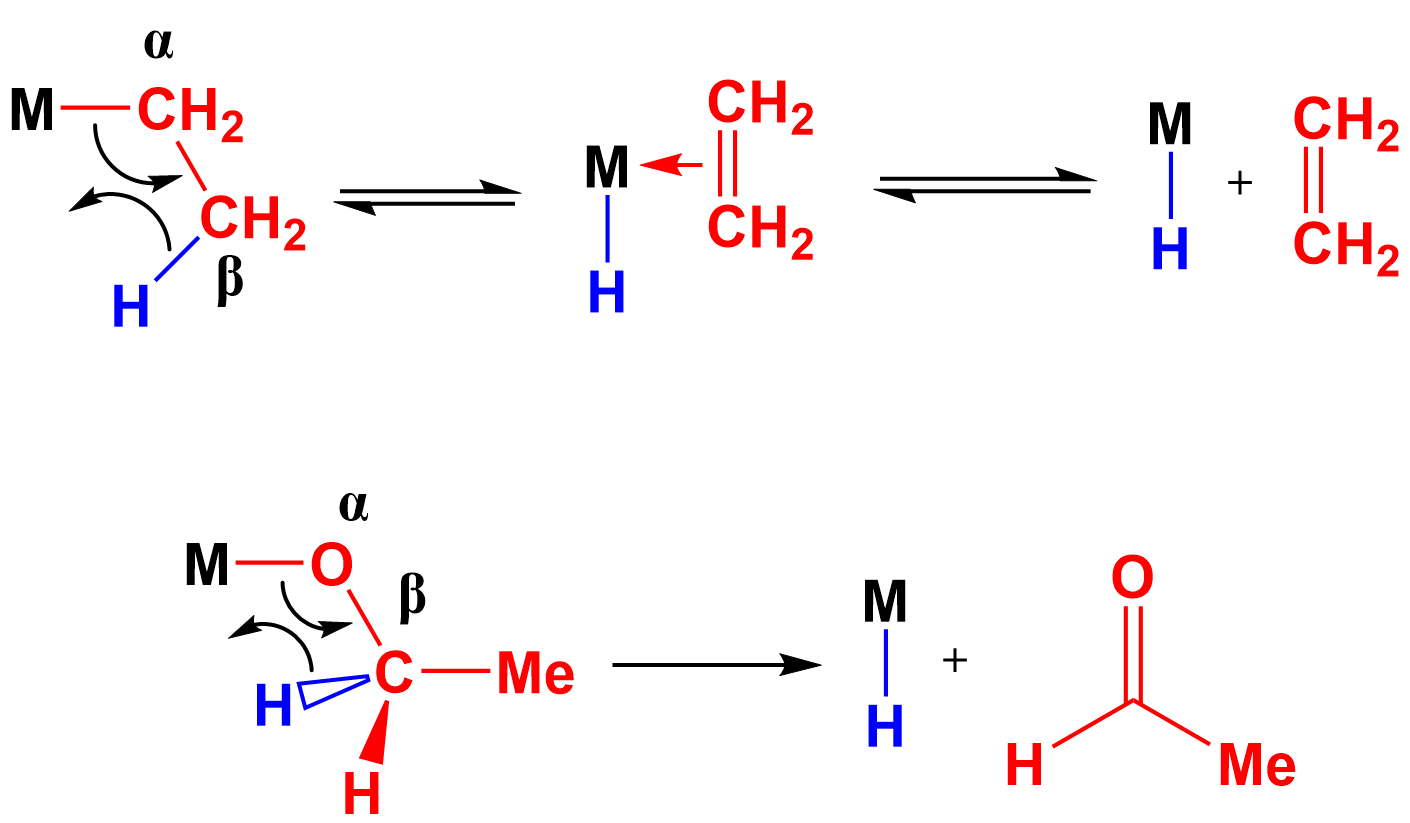
Схема 2. Механизм β-элиминирования в алкил- и алкокси- лигандах

Механизм, показанный на Схеме 2, указывает на четырехцентровое переходное состояние, в котором гидрид переходит к атому металла. В одних случаях образующийся ненасыщенный фрагмент останется связанным с металлом, а в других случаях он либо не будет связан, либо его вытеснит более сильный электронодонорный лиганд.
Комплекс должен иметь суммарное количество электронов, равное 16 или меньше. Так как общее количество электронов комплекса увеличивается на 2 во время отщепления β-гидрида, комплексы с 18 электронами не подвергаются β-элиминированию, потому что продукт в конечном счёте будет иметь 20 общих электронов. Однако, при диссоциации лиганда может получиться 16-электронный комплекс, поэтому необходимо учитывать возможность диссоциации лиганда при рассмотрении возможности устранения β-элиминирования. Диссоциация лигандов может быть обратимой, но отщепление β-гидрида почти всегда необратимо.

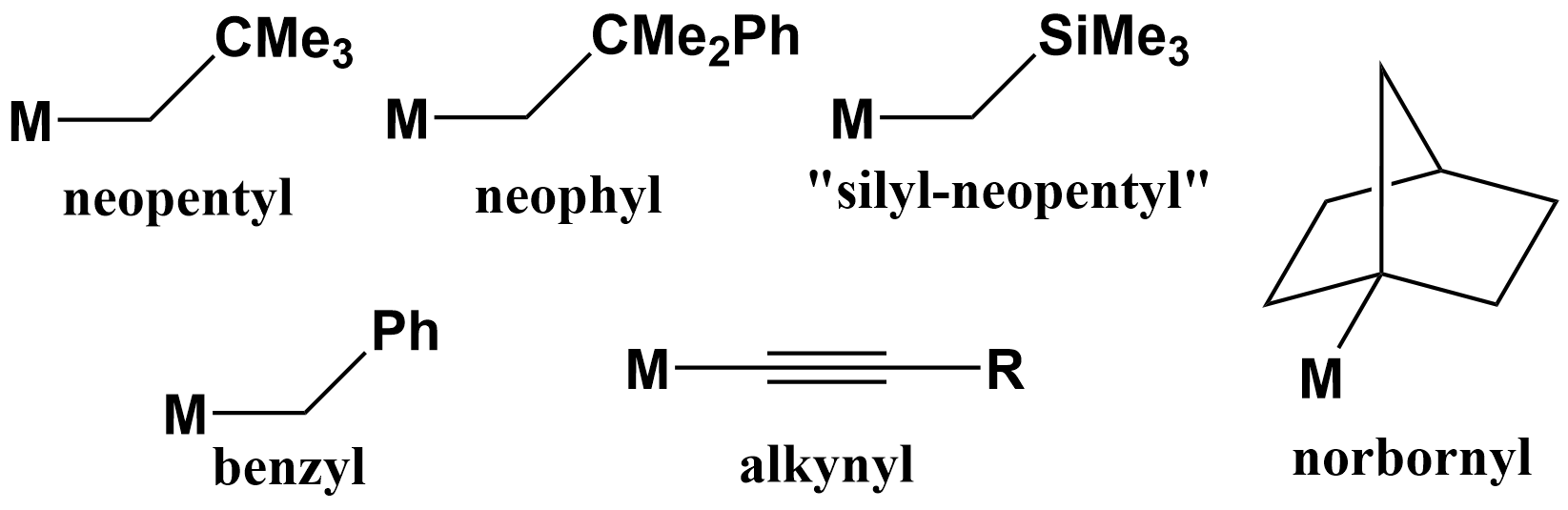
Лиганды, не подверженные β-элиминированию

Чтобы предотвратить β-элиминирование, в качестве лиганда можно использовать алкилы (некоторые показаны ниже), которые:
- Не содержат β-водорода.
- Ориентированы так, что β-положение не может получить доступ к металлическому центру комплекса.
- Могли бы образовывать нестабильный алкен в качестве продукта.[2]